# 运河故道泗县段
运河故道泗县段或称隋唐大运河泗县段、大运河泗县段，位于安徽省宿州市泗县，即隋唐大运河——通济渠在泗县的河段，泗县俗称古汴河。
隋唐大运河在安徽省境内总长约180公里。目前，除泗县段的运河故道有水外，其余尽皆湮没。至今，泗县段仍有约47公里的有水河道，其中，运河原有故道28公里。位于泗县经济开发区东北部十里井的8公里运河故道保持最为完整的运河原貌。
2013年3月，运河故道泗县段做为安徽省的三个子项之一，一同列入第七批全国重点文物保护单位（古建筑）——大运河。2014年6月，大运河列入世界文化遗产。自泗县广播电视台向东约5.8公里的河段，成为大运河通济渠段7处世界文化遗产点（段）之一。2017年后，泗县相关机构先后完成泗县段遗产区域内棚户区整体异地搬迁安置、运河河道及关联水系污水管网改造及雨污分流处理、运河沿线村庄环境整治提升等一系系列工作。
安徽省人民政府在2019年4月的相关通知中确定，运河故道泗县段的保护范围为西起泗县境内303省道与唐河交界处，东至泗县与江苏省泗洪县交界处，此区间的运河故道堤脚线范围外扩30米，或外扩15米。面积共计603.61公顷。建设控制地带为保护范围外，南、北各外扩150米，或南、北各外扩80米。同年5月，位于大运河北岸、十里井旁的泗县隋唐大运河博物馆落成，对外开放。2022年以来，泗县重点推进泗县段东段的保护展示项目。该项目的范围西起大运河赤山路桥东侧，东至大运河申遗点景观亭，全长约3.5千米。2024年5月，通过安徽省文物局验收。